# دروغ‌های حقیقی
دروغ‌های واقعی (به انگلیسی: True Lies) یک فیلم کمدی، اکشن و جاسوسی آمریکایی محصول سال ۱۹۹۴ به نویسندگی و کارگردانی جیمز کامرون است که بر اساس فیلم کمدی فرانسوی در سال ۱۹۹۱ ساخته شده‌است. در این فیلم، آرنولد شوارتزنگر در نقش هری تاسکر، یک مأمور دولت ایالات متحده که تلاش می‌کند بین زندگی دوگانه خود به عنوان جاسوس و وظایف خانوادگی خود تعادل برقرار کند. همچنین این اولین فیلمی بود که ۱۰۰ میلیون دلار هزینه داشت.
این فیلم عمدتاً نقدهای مثبتی از منتقدان دریافت کرد و در نهایت ۳۷۸ میلیون دلار در سراسر جهان در گیشه سینماها فروخت و سومین فیلم پرفروش سال ۱۹۹۴ شد. کرتیس برای بازی خود برنده جایزه گلدن گلوب بهترین بازیگر زن – فیلم موزیکال یا کمدی و جایزه کیوان برای بهترین بازیگر زن شد، در حالی که کامرون برنده جوایز ساترن برای بهترین کارگردانی شد. فیلم آخرین نقش آفرینی مهم چارلتون هستون ابر ستاره بزرگ هالیوود در دهه شصت میلادی بود. همچنین در سال ۲۰۲۳ سریال دورغ‌های واقعی منتشر شد.

## داستان
مأمور امنیتی «هری تاسکر» (شوارتزنگر) که خانواده‌اش گمان می‌کنند فروشندهٔ کامپیوتر است با یک گروه تروریستی درگیر می‌شود و نقشهٔ آنان را برای نابود کردن شهرهای آمریکا عقیم می‌گذارد.

## بازیگران
- آرنولد شوارتزنگر
- جیمی لی کرتیس
- تام آرنولد
- بیل پاکستون
- تیا کریر
- ارت مالک
- الیزا دوشکوه
- چارلتون هستون
- گرانت هسلو

## جوایز
نامزد جایزه اسکار بهترین جلوه‌های ویژه تصویری
برنده جایزه گلدن گلوب بهترین بازیگر زن فیلم کمدی و موزیکال جیمی لی کرتیس
نامزد بفتای بهترین جلوه‌های ویژه تصویری
برنده جایزه زحل برای بهترین کارگردانی جیمز کامرون
نامزد جایزه آکادمی فیلم ژاپن برای بهترین فیلم خارجی
نامزد جایزه انجمن بازیگران فیلم برای بهترین بازیگر زن مکمل جیمی لی کرتیس
نامزد جایزه ام تی وی برای بهترین صحنهٔ عاشقانه
نامزد جایزه ام تی وی بدای بهترین اجرای کمدی تام آرنولد
نامزد جایزه ام تی وی برای بهترین بازیگر زن زن جیمی لی کرتیس
نامزد جایزه ام تی وی برای بهترین سکانس اکشن
نامزد جایزه ام تی وی برای بهترین سکانس رقص